# 博兴街道
博兴街道，是中华人民共和国北京市大兴区下辖的一个街道办事处，系2014年由原亦庄地区西南部、瀛海地区东部，凉水河以西地区划分出来。辖区四至：东至凉水河和通大线，与荣华街道和开发区实际管理的通州区部分接壤；南至新凤河，与调整后的瀛海地区接壤；西至博兴八路、泰和路、博兴十路、凉水河一街，与调整后的瀛海地区和调整后的亦庄地区接壤；北至三海子东路，与调整后的亦庄地区接壤。街道办事处驻地：大兴区博兴七路二号。

## 行政区划
博兴街道下辖以下地区：中芯花园社区。